# Municipio de Liberty (condado de McKean)
El municipio de Liberty  (en inglés: Liberty Township) es un municipio ubicado en el condado de McKean en el estado estadounidense de Pensilvania. En el año 2000 tenía una población de 1.726 habitantes y una densidad poblacional de 8.0 personas por km².

## Geografía
El municipio de Liberty se encuentra ubicado en las coordenadas 41°50′00″N 78°13′59″O / 41.83333, -78.23306.

## Demografía
Según la Oficina del Censo en 2000 los ingresos medios por hogar en la localidad eran de $34,200 y los ingresos medios por familia eran $40,761. Los hombres tenían unos ingresos medios de $33,500 frente a los $20,817 para las mujeres. La renta per cápita para la localidad era de $16,434. Alrededor del 13,5% de la población estaban por debajo del umbral de pobreza.